# Marco Antônio Boiadeiro
Marco Antônio Ribeiro, más conocido como Marco Antônio Boiadeiro o simplemente como Boiadeiro (Américo de Campos, Estado de São Paulo, Brasil, 13 de junio de 1965) es un exfutbolista brasileño. Se desempeñaba en la posición de centrocampista defensivo.

## Selección nacional
Fue internacional con la Selección de fútbol de Brasil en cinco ocasiones.

## Trayectoria

### Como futbolista
| Año                                                                                                | Club |
| -------------------------------------------------------------------------------------------------- | --- |
| 1985 - 1996 1986 - 1988 1989 - 1991 1991 - 1993 1994 1994 - 1995 1996 1997 - 1998 1998 - 1999 2000 | Botafogo de Ribeirão Preto Guarani Vasco da Gama Cruzeiro Flamengo Corinthians Rio Branco Anápolis América Mineiro Atlético Mineiro Sãocarlense |

### Como entrenador
| Año    | Club    |
| ------ | ------- |
| 2018 - | Guarani |

## Palmarés

### Campeonatos nacionales
| Título               | Club                        | País   | Año         |
| -------------------- | --------------------------- | ------ | ----------- |
| Campeonato brasileño | Vasco da Gama               | Brasil | 1989        |
| Serie B              | América Mineiro             | Brasil | 1997        |
| Copa de Brasil       | Cruzeiro y Corinthians      | Brasil | 1993 y 1995 |
| Campeonato Mineiro   | Cruzeiro y Atlético Mineiro | Brasil | 1992-1999   |
| Campeonato Paulista  | Corinthians                 | Brasil | 1995        |

### Campeonatos internacionales
| Título                 | Club     | País   | Año         |
| ---------------------- | -------- | ------ | ----------- |
| Supercopa Sudamericana | Cruzeiro | Brasil | 1991 y 1992 |